# Freaking Me Out
Freaking Me Out è un singolo promozionale della cantante statunitense Ava Max, pubblicato il 31 luglio 2019 su etichetta discografica Atlantic Records insieme a Blood, Sweat & Tears.

## Tracce
Download digitale
1. Freaking Me Out – 3:12